# Aequidens rondoni
Aequidens rondoni är en fiskart som först beskrevs av Miranda Ribeiro, 1918.  Aequidens rondoni ingår i släktet Aequidens och familjen Cichlidae. Inga underarter finns listade i Catalogue of Life.